# Domvast
Domvast is een gemeente in het Franse departement Somme (regio Hauts-de-France) en telt 276 inwoners (2004). De plaats maakt deel uit van het arrondissement Abbeville.

## Geografie
De oppervlakte van Domvast bedraagt 12,8 km², de bevolkingsdichtheid is 21,6 inwoners per km².
De onderstaande kaart toont de ligging van Domvast met de belangrijkste infrastructuur en aangrenzende gemeenten.

## Demografie
Onderstaande figuur toont het verloop van het inwonertal (bron: INSEE-tellingen).